# Amédée Guérard
Amédée Guérard (Sens, 24 février 1824 - Paris, 28 février 1898) est un peintre français.

## Biographie
Élève de François-Édouard Picot, il débute au Salon de 1848 et y participera jusqu'en 1890. Son Adoration de la Croix a été présenté à l'Exposition universelle de 1855.

## Œuvres
- Le Baiser d'une mère, Musée des beaux-arts du Canada, 1864
- La Servante indiscrète, Musée des beaux-arts du Canada, 1865
- L'Adoration de la Croix. Un vendredi saint en Italie, Musée des beaux-arts du Canada, 1855
- Étude de la Bible
- Jeune Danseuse avec castagnettes
- Femme sur la falaise
- La Fileuse, 1859
- Les Apprêts de la noce, 1867
- Chacun à son tour
- Le Repos de la famille du paysan, 1856
- L'Arrivée à Paris, 1856
- Cour d'une auberge, la veille d'une fête
- Beaucoup de Fatigue pour Rien, 1888
- L'Enfant malade, Musée départemental breton (Quimper), 1870
- Femme à la lecture
- Devant la maison de Dieu, souvenir de Monterfil, ou la réception du cercueil sous le porche de l'église de Monterfil, Musée des beaux-arts de Sens, 1869

## Hommage
Une rue de Sens porte son nom.

## Galerie

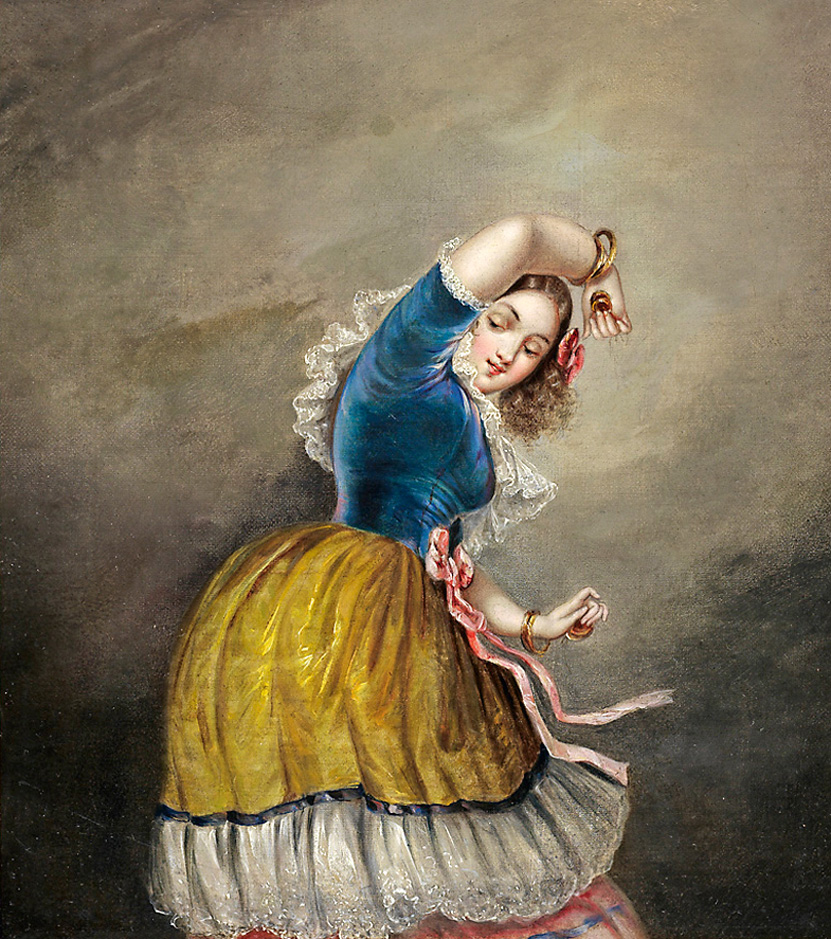
Danseuse, 1847
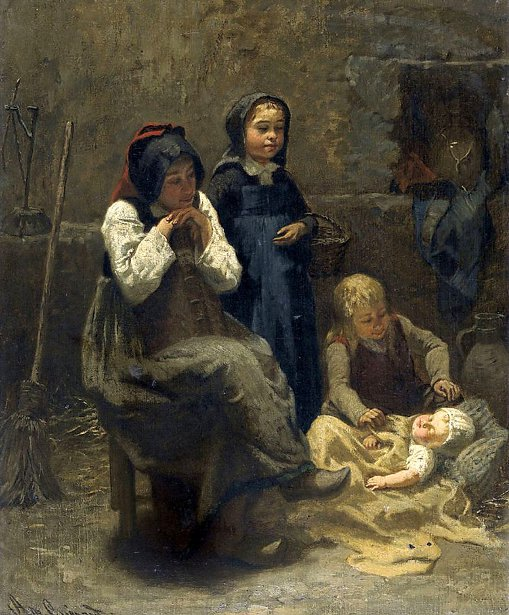
L'Enfant dormant
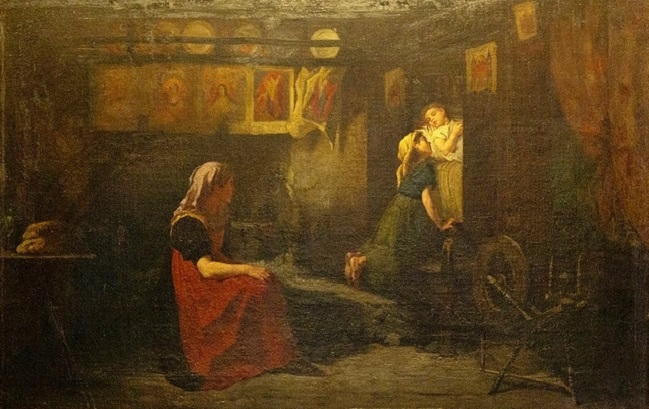
L'enfant malade (vers 1870, musée départemental breton)
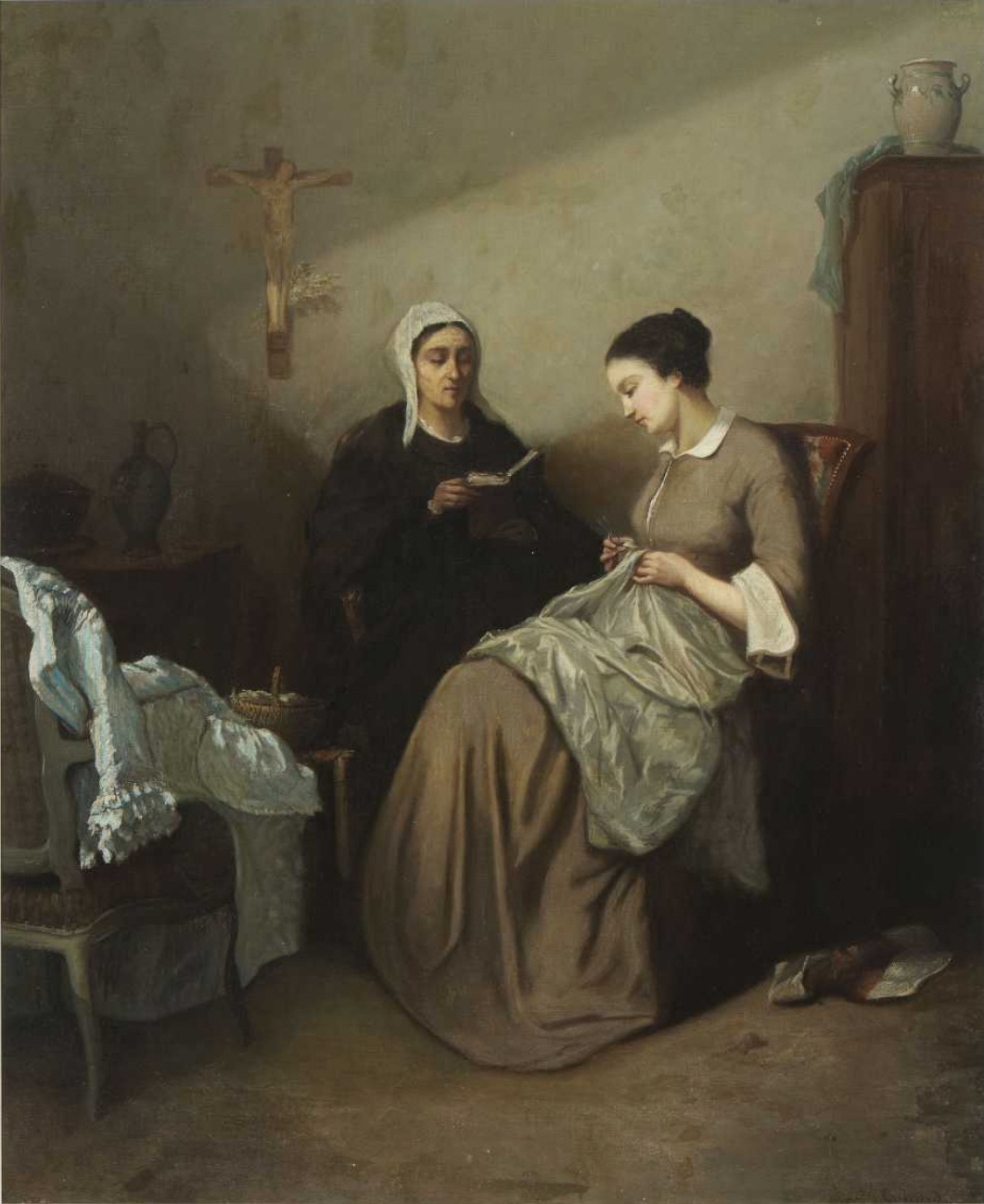
Étude de la Bible, huile sur toile
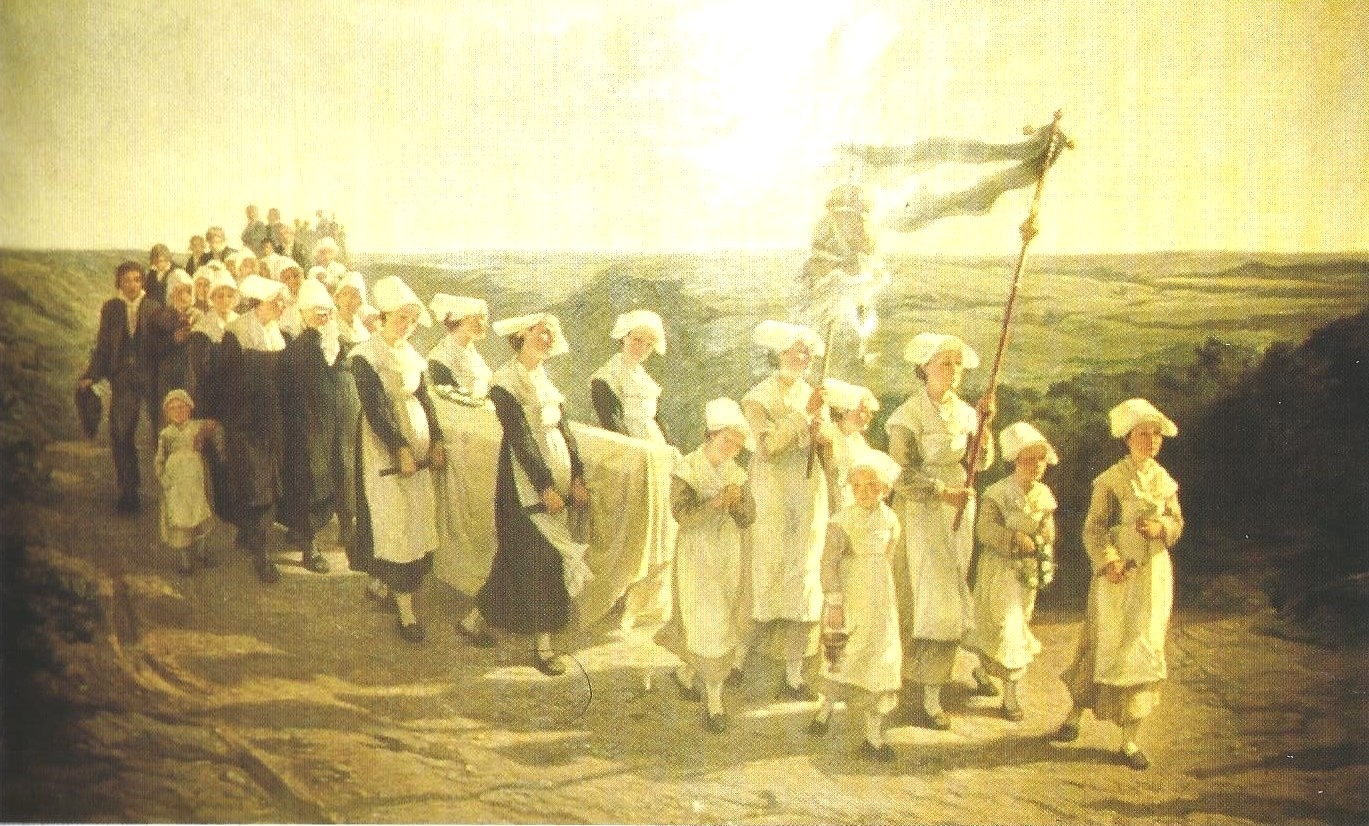
Amédée Guérard ː Convoi [mortuaire] d'une jeune fille se rendant à l'église de Monterfil (1861, huile sur toile, Musée d'Art et d'Histoire d'Auxerre).